# フェナントレン
フェナントレン(phenanthrene)とは、分子式 C14H10、分子量 178.23 で、3つのベンゼン環が結合した多環芳香族炭化水素である。常温常圧では無色または淡黄色で無臭の固体で、溶液は青い蛍光を放つ。フェナントレンという名前は、フェニル基のついたアントラセンから来ている。
4位と5位の炭素が窒素に置き換わった物質がフェナントロリンである。
水への溶解度は0.00011g/100mlであり、全く溶けないと言ってよい。融点付近で引火の危険性がある。たばこから出るタールに含まれており刺激性があるほか、皮膚に炎症を引き起こす恐れがある。異性体に直線型をしたアントラセンがある。天然に存在する誘導体としては、モルヒネやコデイン、アリストロキア酸などがある。

## 化学的性質
フェナントレンは水にほとんど溶けないが、トルエンや四塩化炭素、エーテルやクロロホルム、酢酸やベンゼンといった極性の低い有機溶媒には溶けやすい。
古典的な合成法としては、バーダン・セングプタ（Bardhan–Sengupta）のフェナントレン合成がある。
これはベンゼンの一つの水素をシクロヘキサノール基で置換した化合物を、五酸化二リンを使ってヒドロキシ基をすでに完成している芳香環上の水素と反応させて真ん中の環を完成させるという反応が用いられる。この反応は芳香族求電子置換反応である。その後セレンを用いて芳香環でない二つの環を脱水素化して芳香環にすることでフェナントレンを合成する。セレンが関わる六員環の芳香族化の反応機構については詳しくはわかっていないが、この反応ではセレン化水素が生成する。
また、ビベンジル、スチルベンなどから合成されるある種のジアリールエテンから光化学的に得られる。
フェナントレンはアントラセンと同じく、9・10位の反応性が高い。以下にフェナントレンの主要な反応を示す。
- クロム酸によって酸化され、フェナントレンキノンが生成する反応[3]。
- 水素ガスとラネー合金によって還元され、9,10-ジヒドロフェナントレン（英語版）が生成する反応[4]。
- 臭素と反応して求電子ハロゲン化反応（英語版）が起こり、9-ブロモフェナントレンが生成する反応[5]。
- 硫酸と反応して芳香族スルホン化（英語版）が起こり、2-フェナントレンスルホン酸および3-フェナントレンスルホン酸が生成する反応[6]。
- オゾン酸化が起こり、ジフェニルアルデヒドが生成する反応[7]。

### 標準的な存在形態
フェナントレンは芳香環が直線状に並んだ異性体のアントラセンよりも安定である。この理由はエリック・クラーによって1964年に確立されたクラー則によって説明されてきた。新しい理論では4位と5位の炭素に結合する水素-水素結合の安定化によって安定になっていると説明されている。

## 自然界における存在
ラバト石はフェナントレンを含む天然の鉱物である。いくつかの石炭を燃やした鉱山から少量発見されている。また、ラバト石は有機鉱物のあるグループを指すこともある。
2014年2月、NASAは宇宙に存在する多環芳香族炭化水素(PAHs)の追跡結果のデータベースを大幅に拡張したことを発表した。科学者たちによれば、宇宙に存在する炭素の20%以上が多環芳香族炭化水素であると考えられており、生命の起源の出発点となる物質であった可能性がある。PAHはビッグバンの後数十億年で作られ始め、宇宙の全体に広がっていることから、星形成や太陽系外惑星と結びつけられやすい。